# Lía Tavío
Lía Tavío (Puerto de la Cruz,  20 de octubre de 1874 – Las Palmas de Gran Canaria, 7 de noviembre de 1965) fue una pintora, poeta y articulista española.

## Biografía
Hija del secretario del Juzgado de Paz de Puerto de la Cruz, Aquilino de los Reyes Tavío, comenzó a ir a la escuela con cinco años y con nueve, a recibir clases de pintura y dibujo en la Academia que el pintor y fotógrafo Marcos Baeza, en esta misma localidad tinerfeña. En el municipio de San Cristóbal de La Laguna estudió en la Escuela Normal de Magisterio.
Contrajo matrimonio en 1901 con Nicolás Soto Sánchez, natural de Almería y oficial primero del Cuerpo de telégrafos. El matrimonio se trasladó a Madrid, donde Tavío asistió a las clases del pintor paisajista Serafín Avedaño. Tras regresar durante un breve periodo de tiempo a Puerto de la Cruz, la pareja se trasladó en 1910 a Medina Sidonia, en Cádiz. Allí abrió un taller de fotografía en el que coloreaba retratos en blanco y negro, dedicándose también a trabajos de restauración en el hospital de San Juan de Dios en Medina Sidonia.
La pareja, que tuvo cuatro hijos, retornó  a las Islas Canarias en 1923, instalándose en Las Palmas de Gran Canaria. En esta ciudad puso en marcha su estudio en el que realizó la mayor parte de su producción artística y donde, además, impartió clases de pintura, dibujo, piano y canto a un reducido número de alumnos, entre los que se encontraba el pintor y muralista Jesús Arencibia. Falleció en 1965 a la edad de 91 años.

## Trayectoria
Como escritora, colaboró en los años 30 del siglo XX en el primer y único número de Perspectivas. Revista mensual de Arte y de Literatura (1935) donde también participaron, entre otras personalidades de la literatura canaria, Agustín Millares Cubas, Sebastián Suárez León, José Rial y el poeta tinerfeño Pedro García Cabrera. La revista contó con la portada del pintor canario Felo Monzón.
Fue redactora de La Mujer del Porvenir y colaboradora en varias revistas como Gente Nueva (1899-1901), Mujeres del Valle, La Atlántida y Siglo XX (1900-1901). Igualmente, publicó artículos en la revista cultural-literaria Mujeres en la isla. En esta última publicación, publicó seis capítulos traducidos del libro Grammaire des arts du dessin (1867) del autor francés Charles Blanc (1813-1882).
En su faceta como pintora, concurrió en 1894 a la Exposición artística, histórica, industrial y comercial, organizada por las Sociedades económicas de amigos del país de Tenerife. En la década de los cincuenta del siglo XX expuso algunos de sus óleos en Las Palmas de Gran Canaria.

## Obra pictórica
El género que más cultivó fue el paisaje pero su obra presenta una temática muy variada en la que también tuvieron cabida los retratos, marinas, bodegones, temas mitológicos, temas populares y de costumbrismo canario (oficios, profesiones), temas musicales (inspirándose en obras musicales de Frédéric Chopin, Claude Debussy, entre otros), temas literarios y elaboración de vestimentas tradicionales.
En su obra pictórica utilizó técnicas y soportes variados, destacando su dominio del dibujo a lápiz, al carboncillo, a la tinta china y el crayón, pero también usaba el plumín, la acuarela y el óleo. Entre los soportes que más empleó destacaron el papel, el lienzo, el cartón y la madera, aunque también trabajó sobre seda, cerámica y conchas. 
De interés son sus cuadros mitológicos en los que aparecen representados dioses y diosas de la mitología griega y romana, pero también cultivó el uso del carboncillo en temas inspirados en obras musicales de Chopin, Debussy, entre otros.
Algunos de su trabajos en el campo de la pintura popular y del tipo costumbrista fueron trasladados a cerámica, entre ellos, los utilizados para decorar los bancos del Parque García Sanabria en Santa Cruz de Tenerife. Estos bancos siguen actualmente en el mismo sitio pero en un mal estado de conservación.

## Reconocimientos
Está incluida en el libro Las poetisas canarias (siglos XVIII, XIX y XX), obra del autor Sebastián Padrón Acosta, editado en 2018 por el Instituto de Estudios Hispánicos de Canarias del Puerto de la Cruz.
Parte de su obra poética y periodística está incluida en la Antología de 100 escritoras canarias y en el ensayo Mujeres y Cultura en Canarias, ambos de la investigadora y ensayista María del Carmen Reina Jiménez.
El municipio de Puerto de la Cruz, en Tenerife, cuenta con una calle a su nombre.